# Saint-Philibert, Morbihan

Saint-Philibert este o comună în departamentul Morbihan, Franța. În 1 ianuarie 2022 avea o populație de 1.580 de locuitori.